# Wildentenhaufen
Der Wildentenhaufen (englisch Wild Duck Cluster, auch als Messier 11 oder NGC 6705 bezeichnet) ist ein 5,8 mag heller offener Sternhaufen mit einer Winkelausdehnung von 14′ im Sternbild Schild.
Er wurde 1681 von Gottfried Kirch entdeckt und 1764 von Charles Messier in seine Liste aufgenommen. Er zählt zu den kompaktesten der offenen Sternhaufen und ist schon mit einem Feldstecher am nördlichen Rand einer großen Sternwolke der Milchstraße zu finden.
Die Bezeichnung Wild Duck Cluster geht auf eine Beschreibung des Astronomen William Henry Smyth zurück, der in Band 2 seines 1844 erschienenen Werks Cycle of Celestial Objects diese Sternkonstellation mit einem im Flug befindlichen Wildentenschwarm vergleicht.